# Brauronias

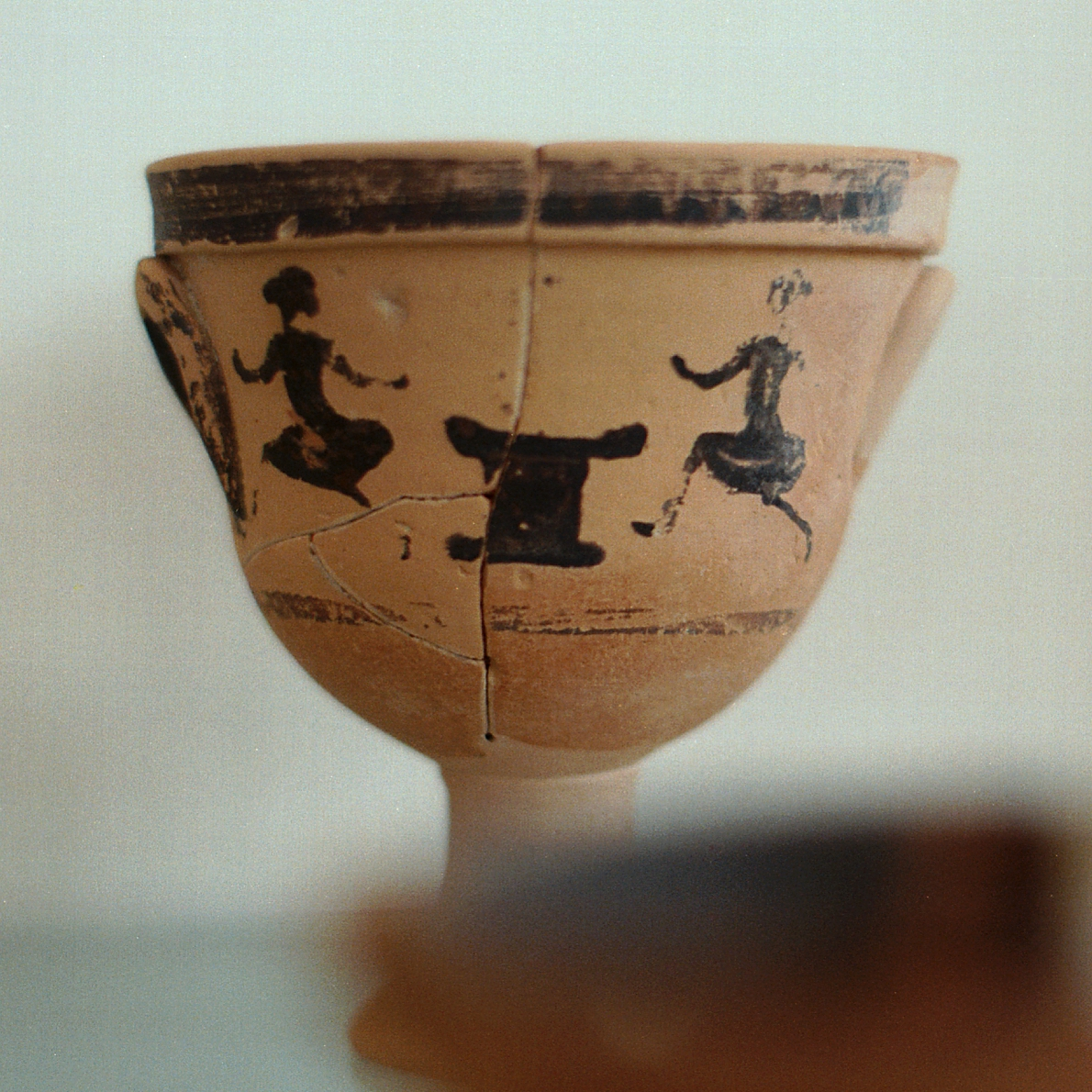
Vasija donde se representa a niñas danzando en torno a un altar, hacia 500 a. C.

Las brauronias eran fiestas que se celebraban en honor de Artemisa Brauronia en la ciudad de Braurón, en el Ática (Grecia), cada cinco años.
Esta fiesta se relacionaba con la tradición según la cual Ifigenia había llegado a Braurón desde Táuride y se había convertido en sacerdotisa de la diosa.
Algunos autores dicen que las brauronias tenían por objeto el consagrar a Artemisa las niñas desde cinco hasta diez años, que se presentaban con túnicas de color azafrán y se hacían llamar osas (Ἄρκτος) puesto que imitaban los gestos del mencionado animal.